# Joseph-François-Xavier de Preux
Joseph-François-Xavier de Preux (deutsch Joseph Franz Xaver de Preux; getauft 19. November 1740 in Siders; † 1. Mai 1817 in Sitten) war ein Schweizer römisch-katholischer Geistlicher und Bischof von Sitten.

## Leben
Er war der Sohn von Pierre-Antoine de Preux, Grosskastlan von Siders, und der Maria Katharina Melbaum. Sein Bruder war Pierre-Antoine de Preux, der 1794 Vizelandeshauptmann wurde. Joseph-François-Xavier de Preux studierte im Wallis und am Priesterseminar von Besançon. Die Priesterweihe empfing er am 22. Dezember 1764 in Sitten. Ab 1765 war er Rektor in Lens, von 1766 bis 1780 Pfarrer und Dekan von Siders. 1772 wurde er Titulardomherr und 1780 residierender Domherr in Sitten. Von 1790 bis 1807 war de Preux Sakristan des Domkapitels, ab 1791 auch promotor fidei für das Unterwallis.
Papst Pius VII. ernannte ihn am 25. Mai 1807 zum Bischof von Sitten. Die Bischofsweihe spendete ihm am 8. November 1807 der Apostolische Nuntius in der Schweiz Erzbischof Fabrizio Sceberras Testaferrata.
Joseph-François-Xavier de Preux war 1810 bis 1811 Mitglied der Walliser Delegation in Paris. Kaiser Napoleon I., der 1810 das Wallis annektiert hatte, liess ihn 1811 den Treueeid leisten und zitierte ihn im selben Jahr an das Nationalkonzil in Paris. Ebenfalls im Jahr 1811 wurde de Preux Baron des Kaiserreichs, 1812 auch Ritter der Ehrenlegion.
Er starb fünf Jahre später an seinem Bischofssitz.